# Kostas Martakis
Kostas Martakis (Griego: Κώστας Μαρτάκης) (25 de mayo de 1984 en Atenas, Grecia), es un cantante, modelo y actor ocasional griego conocido por su participación en un concurso de talentos llamado Dream Show transmitido por Alpha TV en 2006, y por su participación en la final nacional griega para el Festival de Eurovisión 2008 y Eurosong 2014 a MAD Show para el Festival de Eurovisión 2014.

## Biografía

### Primeros años
Kostas Martakis nació el 25 de mayo de 1984 en Atenas sus padres son Nikos Martakis y Labrini Martaki quienes son de origen cretense. Martakis tiene una hermana mayor y después de que sus padres se divorciaron, Martakis vivió con su madre.

### 2006-2007: Dream Show y álbum debut
Martakis saltó a la fama en el show de talentos Dream Show. Anteriormente había trabajado como modelo y jugaba al baloncesto en ligas menores de aficionados donde ganó algunas medallas, así como también se especializó en las tecnologías informáticas en el Colegio Americano de Grecia. Poco después de su aparición en Dream Show, firmó un contrato con Sony BMG Grecia y lanzó su primer sencillo en el verano de 2006 titulado "Panta Mazi" (siempre juntos). En el invierno de 2006, Martakis cantó junto a Despina Vandi y Giorgos Mazonakis en el club de nocturno REX, mientras que en el verano de 2007, comenzó a cantar con Kelly Kelekidou y Dionisis Makris en el club de verano "Romeo".

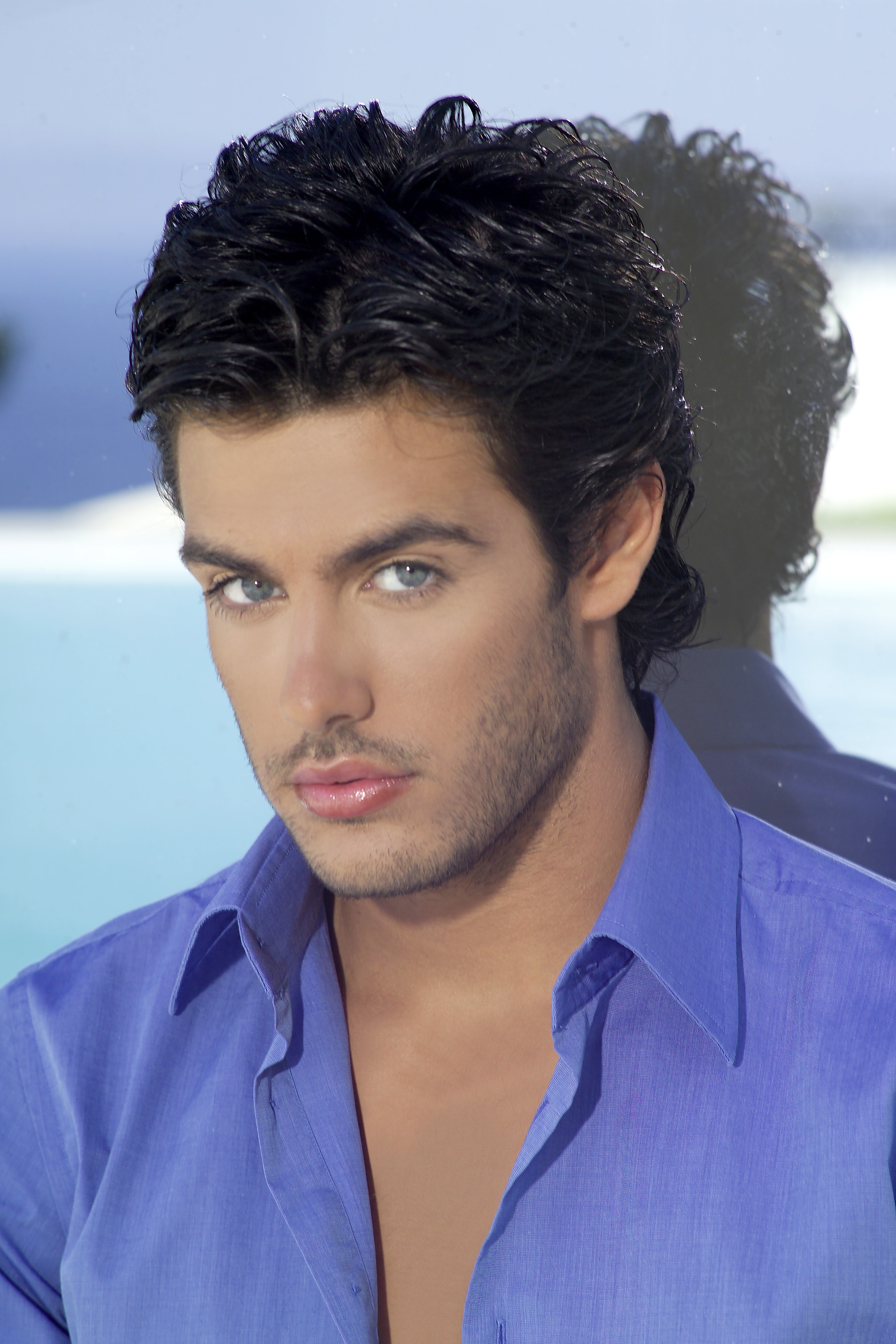
Kostas Martakis en el concurso internacional de música New Wave Festival 2007, celebrado en Letonia, donde quedó en segundo lugar

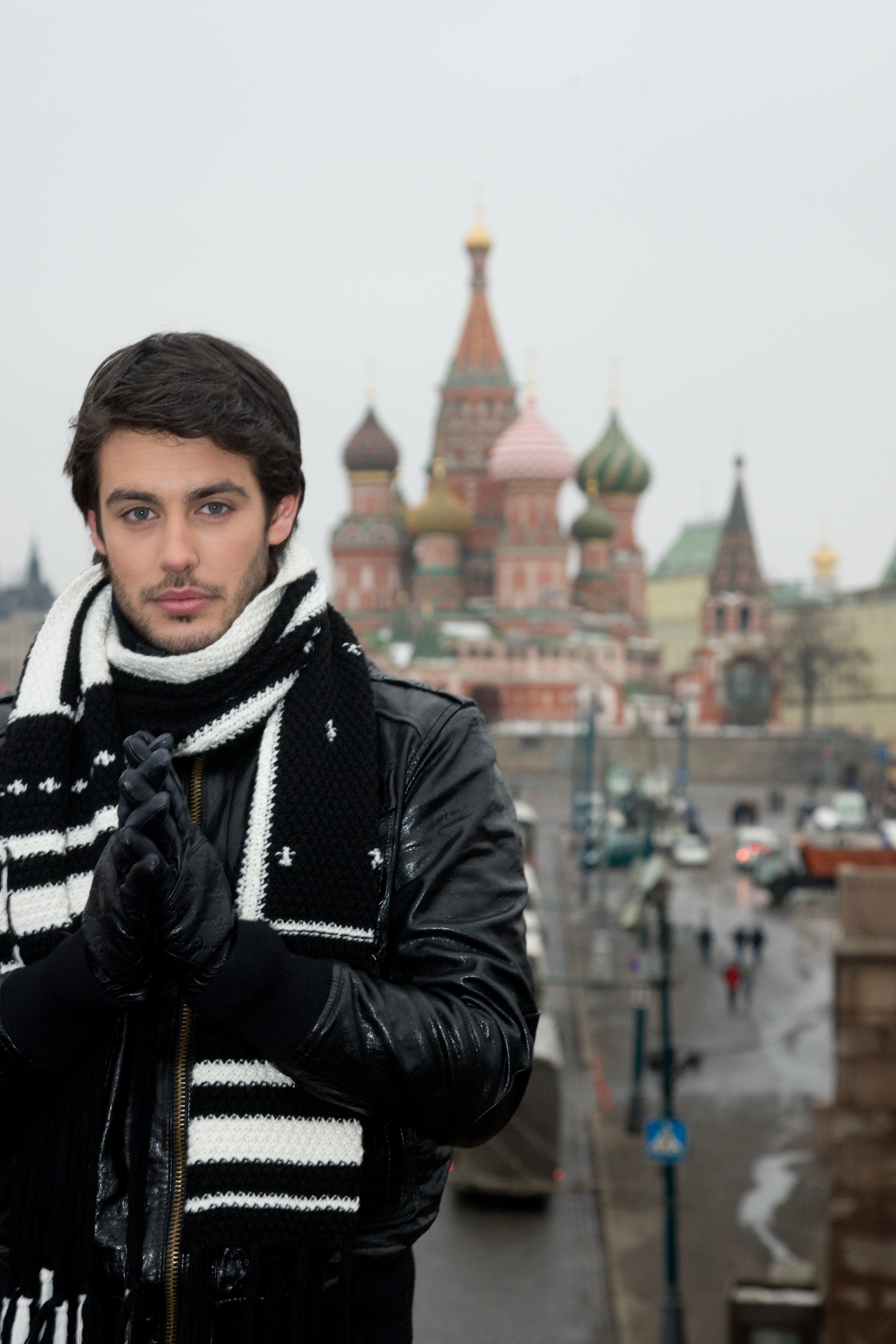
Kostas en Moscú durante el videoclip de "Always and Forever"

En junio de 2007, Martakis lanzó su primer álbum de estudio titulado Anatropi (inversión). El álbum fue bien recibido, y lo llevó a ganar el premio al "Mejor Artista Nuevo" en MAD Video Awards 2007.
En el verano de 2007, también participó en el concurso internacional de New Wave Festival 2007, celebrado en Letonia, donde quedó en 2.º lugar, ganando el 1.er lugar en la votación pública. Poco después, fue firmado por Sony BMG Rusia para lanzar un álbum en inglés en todos los países ex-soviéticos en 2008, aunque esto nunca se materializó y su colaboración con la filial rusa dio por terminado.

### 2008: Eurovisión Grecia final nacional
Al ver su creciente popularidad, ERT le pidió que compitiera en la final nacional griega para el Festival de la Canción de Eurovisión 2008. Kostas Martakis compitió en la final nacional griega con una canción de Dimitris Kontopoulos, con la letra de Vicky Gerothodorou. La canción fue "Always and Forever". y fue grabada en dos estilos diferentes. La versión pop rock de la canción originalmente iba a realizarse en la Final Nacional, pero la versión dance fue la elegida por Martakis y su sello discografíco. La ganadora fue "Secret Combination" de Kalomoira, y Martakis, "Always and Forever" obtuvo el segundo lugar. Después de la final nacional griega, una versión en ruso de "Always and Forever", basada en la versión dance con el título "С тобой навеки" (Contigo para siempre) salió en los países ex-soviéticos, mientras que en diciembre de 2008, "Always and Forever" se añadió al minorista estadounidense Abercrombie & Fitch en las tiendas de Estados Unidos. Por lo tanto, indirectamente se hizo la introducción de la canción para el mercado estadounidense.
Kostas Martakis y la cantante danesa-griega Shaya fueron elegidos para grabar una versión en griego de Right here right now de la banda sonora de la película de Disney, High School Musical 3: Senior Year. La versión se tituló "Mikroi Theoi" (Little Gods) y fue lanzada como un sencillo de la edición griega de la banda sonora de la película, además de tener un video musical con Martakis y Shaya moldeado junto con escenas de la película. El video musical fue incluido como bonus en la edición griega del estreno de la película. Walt Disney Records, a través de su socio de distribución internacional EMI, encargada del mercado de varios locales, las versiones en idiomas extranjeros de canciones de toda la serie High School Musical, aunque "Mikroi Theoi" fue la única canción de la versión griega.

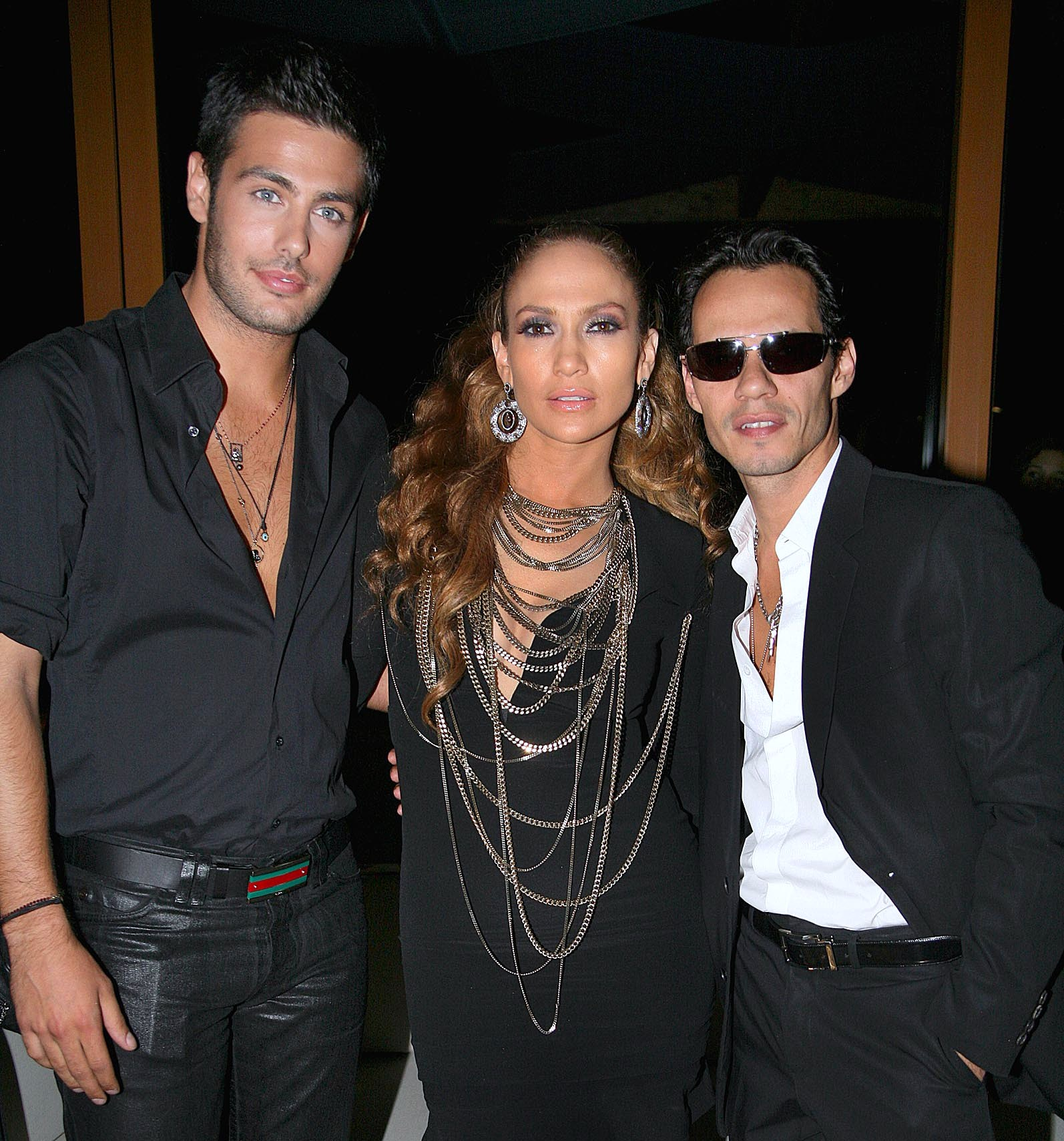
Kostas Martakis con Jennifer Lopez y Marc Anthony en Atenas en 2008

"Fila Me" es otro sencillo de Martakis del cual se hizo un video musical y fue lanzado como un sencillo digital. Martakis luego tomó un descanso de las grabaciones y shows en vivo, y fue llamado a cumplir servicio en la Armada Griega.
En el otoño de 2008, Kostas Martakis fue hizo la apertura para el concierto en Atenas de Jennifer Lopez. Fue elegido por los organizadores del concierto después de que se revisaron varias proyecciones en vídeo de artistas griegos. En noviembre de 2008 el canal de televisión E! incluyó a Martakis en su lista de "Los 25 hombres más sexy del mundo", a quien describieron como un "Dios griego".

### 2009: Segundo álbumPio Konta
En marzo de 2009, se anunció que Kostas Martakis firmó con Universal Music Grecia. Su colaboración con Sony BMG ayudó a generar nueve sencillos, pero su salida de la empresa en 2009 fue en buenos términos.
En junio de 2009, Martakis lanzó una canción como descarga digital el sencillo titulado Pio Konta (acércate), compuesta por los productores suecos Holter y Erixson. El video musical, dirigido por Dimitris Silvestros, se estrenó poco después. Martakis lanzó su segundo álbum Pio Konta el 12 de noviembre de 2009.

### 2011:Sex Indigo y Bailando con las estrellas
Kostas Martakis viajó en marzo a grabar un dueto titulado "Sex Indigo", en un estudio en Moscú con la estrella pop rusa Diana Díez la canción fue producida y escrita por Alexander Sandrique Pogvebetsky y Sam Bagdasarov. El video se grabó en Ucrania con la dirección de Alan Badoev, la canción estará incluida en los nuevos álbumes de los artistas. La premier del sencillo fue el 18 de marzo, la versión de "Sex Indigo" en griego "Vres Ton Tropo" (Find the Way) se estrenó el 28 de abril y la versión en español fue el 4 de mayo. Las premieres mundiales de las tres versiones fueron por Facebook del grupo oficial de Kostas y el canal del artista en Youtube, la letra de la versión en español fue escrita por Fermin Lira y Juliana Lira y masterizada por Universal Mastering Studios y Sam Bagdasarov.
Desde el 20 de marzo, Kostas Martakis participó en la segunda temporada de Bailando con las estrellas con Maria Antimisari. La final de Bailando con las estrellas fue el 12 de junio, donde Kostas Martakis ganó el segundo puesto.

### 2012: Tercer álbumEntasi, MadWalk y Musical Rent
Kostas Martakis lanzó su tercer álbum de estudio titulado Entasi (intensidad) el 5 de diciembre de 2011. En el período previo a la publicación del álbum, Martakis se asoció con MAD TV y Hellas On-Line (HOL) para un concierto especial como vista previa de las nuevas canciones el 24 de noviembre de 2011.
El MadWalk By Vodafone. Se realizó el 8 de febrero en el Tae Kwon Do arena, este gran evento fue realizado para recaudar fondos para la fundación "Elpida" (Esperanza), fundación contra el cáncer en niños. El evento que combina música y moda "Join The Fashion Rockstar" reúne a los más populares artistas y diseñadores griegos para un espectáculo inolvidable y para la edición 2012 Kostas Martakis fue el anfitrión invitado que compartió la presentación con Vicky Kaya y Maria Sinatsaki que se presentaron con él. Al igual que en su Videoclip Entasi en el segundo acto de apertura del MadWalk.
El 16 de febrero en el teatro Veaki, Kostas realizó su debut como actor en el musical Rent. Aquí interpreta a la decadente estrella de rock Roger Davis y viene a nosotros en el escenario contando la historia de un grupo de jóvenes marginados, tratando de sobrevivir en el Nueva York de los años 90, que sufren la pobreza, el amor, la pasión, el rechazo y la pérdida. El musical fue dirigido por Themidos Marcelou y contó con la participación de los actores Ada Livitsanou, Antìgona Psychrami, Aris Plaskasovitis, Vasilis Axiotis, Christos Georgalis, Themis Marsellou, Stergios Ntaousanakis, Indra Kein, Andreas Kapatais y Maria Vasilatou.
Kostas Martakis grabó la versión griega del hit del verano de Claydee Mamacita Buena estuvo en primera posición el periodo julio/ octubre según media inspector Grecia, en los MAD VMA 2012 Kosta se presentó con Claydee, Antigoni Psixrami y Eirini Papadopoulou. El 1 de octubre en el programa despertino Eleni Kostas dio a conocer su nuevo sencillo Mou Pires Kati (Te Llevaste Algo de Mi) que se estará en su nuevo álbum que saldrá en el 2013.

### 2013:An Kapou Kapote, MadWalk, Tu Cara Me Suena y Kentron Athinon
A principios de 2013 Kostas dejó Universal Music Grecia para unirse a Platinum Records, bajo este sello disquero kostas presentó en febrero su sencillo Tatouaz Tatuaje en Dancing with the Stars 3 Kostas fue invitado a realizar una colaboración con Laura Narges y Giannis Tserkinis "un baile entre tres", el 18 de febrero el actuó con Alexander Rybak "Farytale" en el show de la final Griega para la elección del representante para el Festival de la Canción de Eurovisión 2013 en el que ganó Koza Mostra & Aganothas Iakovides.
Kostas actuó el 17 de abril en MadWalk por Coca-Cola Light como uno de los actos de clausura un pedazo de su nueva canción Right Move y con Thomai Apergi la canción Fever, y estuvo en la versión Griega del programa Español Tu cara me suena el concurso consta de cuatro famosos masculinos y cuatro femeninas que personificaran artistas y una de sus más famosas canciones.
En su página oficial de Facebook se anunció el lanzamiento de otro de sus sencillos  «Ta Kalokairina Ta Sagapo» El Verano, El Te amo se estrenó el 20 de mayo en la estación de radio Lampsi 92,3 en Grecia y Cosmoradio 95,1 en Chipre este sencillo es uno de los hit del verano, en junio Kostas colaboró con Dj. Kas en la canción «Paradise» Paraíso y la versión Griega «Sta Oneira Sou» En tus Sueños; en los MAD VMA 2013 Kostas se presentó con Stellios Rokkos cantando Ta Kalokairina Ta Sagapo . En septiembre 9 se estrenó otro sencillo «Mathimatika» Matemáticas en la página de YouTube de la disquera.
En julio Kostas estuvo grabando en uno de los episodios de «Sto Rafi»  En el estante en esta ocasión actuó junto Renias Louizidou y actores de la academia tabularasa, el episodio se transmitió el 21 de octubre. Para la temporada invernal Kostas actúa con Natasa Theodoridou, Stelios Rokkos y Thomai Apergi en el Kentron Athinon.
Su nuevo álbum «An Kapou Kapote» Si en algún lugar algún día será lanzado en próximamente en el mes de diciembre bajo el sello de Platinum Records, este disco incluirá los sencillo «Mou Pires Kati», «Tatouaz», «Ta Kalokairina Ta S’agapo», «Paradise»/ «Sta Oneira Sou», «Right Move», «Mathimatika» y «An Kapou Kapote» que será lanzado el 9 de diciembre.

### 2014: Eurosong 2014 a MAD show, Hot Long Summer tour y Posidonio
Desde una entrevista en agosto de 2013 en la revista TV Ethnos en la que Kostas afirmó que sería un honor representar a Grecia; claro sí encontraba la tema correcto para participar en el Festival de Eurovision en Copenhague. Aunque para ese momento no se sabía si Grecia participaría en la edición de 2014; en noviembre al confirmarse la participación del país se empezaron a rumorear los nombres de algunos artistas aunque se pusieron algunos nombres después desmentidos, en blogs y en noticias nacionales no se dudaba que Kostas estaría en la selección nacional, de nuevo producido por MAD TV que corrió con los gastos también de la delegaciòn Griega. El 11 de febrero se dieron a conocer los participante; que fueron Kostas Martakis, Krystallia, Josephine ft. Mark F. Angelo, Freaky Fortune ft. Riskkikyd; la selección se hizo el 11 de marzo y fue presentado de nuevo por Despina Vandi y Giorgos Kapoutzides, Kostas se presentó con una canción de corte rock balcánico compuesta por Iliaz Koazas del grupo Koza Mostra, Kostas quedó en segundo lugar. La final tuvo como ganador a Freaky Fortune ft. Riskkikyd.
El 22 de mayo vía Facebook Kostas anunció la colaboración con el rapero Midenistis para un nuevo hit del verano, también se anunció que estará en tour con Despina Vandi y Medinistis se llamará Hot long Summer Tour. La canción con Midenistis «Ta Kalitera» Lo Mejor se estrenó en las radios Griegas el dos de junio, como se esperaba la colaboraciòn con Midenistis se convirtió en un éxito, el rapero se presentó junto a Kostas en los MAD VMA de ese año realizados el 23 de junio, en donde Martakis ganó un premio al Mejor Artista del Año Chipre después de varios años de estar nominado en diferentes categorías.
Martakis se está presentando en Posidonio Music Hall con Konstantinos Argiros, Xristina Salti, Thomai Apergi, Riskkikyd, y Josephine en la temporada desde el 29 de agosto, además de ser uno de los precandidatos a los MTV EMA Awards 2014 en la categoría Mejor Acto Griego, Próximamente habrá un nuevo tema musical y se rumorea un trabajo discográfico.

## Discografía

### Álbumes de estudio
Todos los discos se enumeran a continuación como fueron lanzados en Grecia y Chipre.
Posteriormente digitalmente en España, México.
| Año  | Título          | Certificación |      |          |     |
| ---- | --------------- | ------------- | ---- | -------- | --- |
| Año  | Título          | Certificación | 2007 | Anatropi | Oro |
| 2009 | Pio Konta       | Platino       |      |          |     |
| 2011 | Entasi          | Oro           |      |          |     |
| 2013 | An Kapou Kapote | Platino       |      |          |     |
| 2016 | Sinora          | Oro           |      |          |     |

### EP
| Año  | Título             | Certificación |      |            |     |
| ---- | ------------------ | ------------- | ---- | ---------- | --- |
| Año  | Título             | Certificación | 2006 | Panta Mazi | Oro |
| 2008 | Always and Forever | Oro           |      |            |     |

## Premios y nominaciones MAD Video Music Awards
Lista de Nomiaciones y premios recibidos por el artista Kostas Martakis en su carrera musical desde sus inicios en 2006.
Los MAD Video Music Awards son los premios producidos por la cadena de televisión y emisora de radio griega MAD TV. Aunque no están afiliados a la industria de la música, son los premios más importantes de Grecia actualmente.
Se celebran anualmente durante el mes de junio desde el año 2004.
| Año  | Trabajo Nominado           | Categoría                     | Resultado |
| ---- | -------------------------- | ----------------------------- | --------- |
| 2007 | Nai                        | Mejor VideoClip Nuevo Artista | Ganado    |
| 2007 | Thelo Epeigontos Diakopes  | Artista más Sexy en VideoClip | Nominado  |
| 2008 | Anatropi                   | Sexy VideoClip del Año        | Nominado  |
| 2009 | Fila Me                    | Sexy VideoClip del Año        | Nominado  |
| 2009 | Mikro Theoi (ft. Shaya )   | Mejor Dueto                   | Nominado  |
| 2010 | Pote                       | Mejor Artista Masculino       | Nominado  |
| 2010 | Pio Konta                  | Videoclip del Año             | Nominado  |
| 2010 | Pote                       | Sexy VideoClip del Año        | Nominado  |
| 2010 | Pio Konta                  | Mejor VideoClip Pop           | Nominado  |
| 2011 | Kano O, ti Thes            | Mejor Artista Masculino       | Nominado  |
| 2011 | Afto Pou Zitas (ft.Thirio) | VideoClip Hip Hop/Urbano      | Nominado  |
| 2011 | Kano O, ti Thes            | Icono de la Moda en VideoClip | Nominado  |
| 2012 | Entasi                     | Mejor Artista Masculino       | Nominado  |
| 2012 | Agries Diatheseis          | Sexy VideoClip del Año        | Nominado  |
| 2012 | Entasi                     | Icono de la Moda en VideoClip | Nominado  |
| 2013 | Mou Pires Kati             | Mejor Artista Masculino       | Nominado  |
| 2013 | S'exo Anaki S'agapo        | Mejor VideoClip Pop           | Nominado  |
| 2013 | Mamacita Buena             | Top 50                        | Nominado  |
| 2014 | Ta Kalokairina Ta S'agapo  | Mejor VideoClip Pop           | Nominado  |
| 2014 | Paradise (ft.Dj Kas)       | Mejor VideoClip Urbano        | Nominado  |
| 2014 | Paradise (ft.Dj Kas)       | Mejor Dueto                   | Nominado  |
| 2014 | An Kapou Kapote            | Mejor Artista Masculino       | Nominado  |
| 2014 | An Kapou Kapote            | Mejor Artista del Año         | Nominado  |
| 2014 | An Kapou Kapote            | Mejor Artista del Año Chipre  | Ganado    |

## Premios World Music Awards
| Año  | Categoría              | Resultado |
| ---- | ---------------------- | --------- |
| 2013 | World Best Male Artist | Nominado  |

## Premios y nominaciones Lalore02 Awards
| Año  | Trabajo Nominado      | Categoría     | Resultado |
| ---- | --------------------- | ------------- | --------- |
| 2014 | Kanenas De Me Stamata | Mejor canción | Nominado  |
| 2015 | Anatropi              | Mejor canción | Nominado  |